# Пойнтфорвард

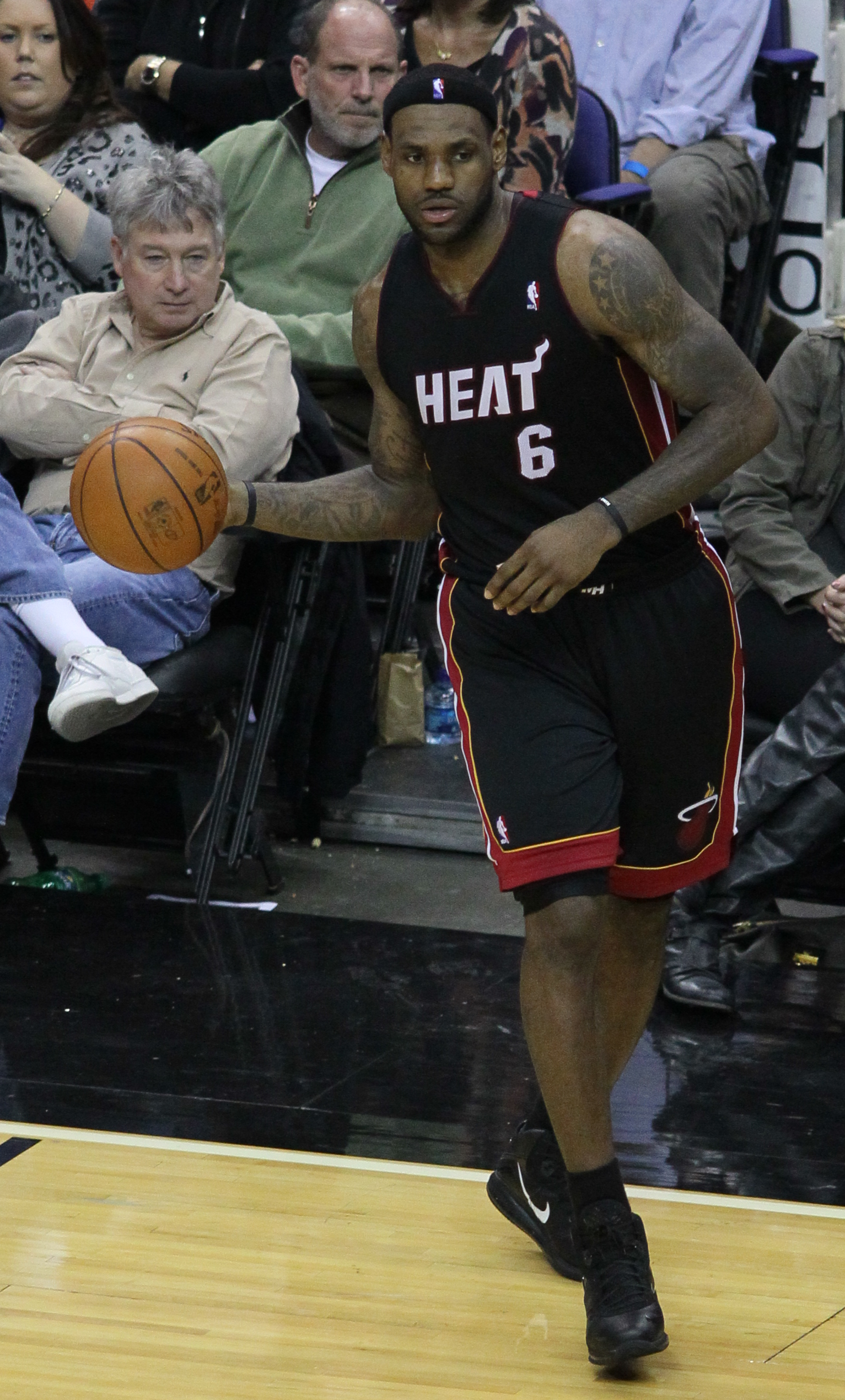
Леброн Джеймс

Пойнтфорвард — баскетбольний гравець, який поєднує якості розігруючого захисника та форварда.

## Характеристика
Пойнтфорвард, в основному, визначають як форварда (легкого або важкого форварда, який має навички володіння м'ячем і баченням майданчика, для створення можливостей в нападі команди. Наявність м'яча в руках форварда підвищує мобільність нападу, дозволяючи пересуватися без м'яча захисникам в вигідні позиції для гри. Пойнтфорварди повинні вміти володіти м'ячем і віддавати передачі. Гравці такої позиції вкрай необхідні команді, в складі якої є атакуючий захисник і комбогард з розвинутими атакувальними навичками.

## Походження терміна
Двоє колишніх гравців команди Мілвокі Бакс з НБА Маркіз Джонсон та Делл Харріс стверджують, що кожен з них є творцем терміна пойнтфорвард. Джонсон стверджує що в серії плейоф 1984 року, в складі Мілвокі не залишилося розігруючого захисника, після того як Нейт Арчібальд отримав травму. На той час, головний тренер Бакс, Дон Нельсон, дав вказівку Джонсону робити гру в нападі через його позицію форварда. На це Джонсон відповів: "Добре, тоді я буду не розігруючим захисником, а розігруючим форвардом (пойнтфорвардом)". Однак, Делл Харріс, тодішній асистент головного тренера Бакс, заявив що він вперше застосував цей термін в розмові з Нельсоном про стратегію, яку необхідно використати Полу Прізі. Харіс стверджує, що використав термін "пойтнфорвард", в той час коли тренував Роберта Ріда в Х'юстон Рокетс. Харріс завдячує Тому Нісальке, попереднику на посту тренера Рокетс, створенню стратегії з використанням Ріка Беррі в ролі пойнтфорворда.

## Стиль гри
Одним з перших прикладів пойнтфорварда в НБА є Джон Джонсон , який виступав в Сієтл Суперсонікс протягом 1970-х, разом з двома захисниками Гасом Вільямсом та Деннісом Джонсоном, які були більш орієнтовані на здобуття очок. Серед інших, як приклад, також можна виділити таких гравців: Маркіз Джонсон і Пол Прізі, обидва виступали на цій позиції під керівництвом тодішнього головного тренера Мілвокі Бакс Дона Нельсона в 1980-х. Скоріш за все, найбільш примітним пойнтфорвардом є Ларрі Берд, який виступав на позиції легкого чи важкого форварда і часта був плеймейкером в нападі видатної в 1980-х команди Бостон Селтікс. Меджик Джонсон, який керував нападом Лос-Анджелес Лейкерс в 1980-х з позиції розігруючого захисника, перемістився на позицію пойнтфорварда після того як набрав 12 кг ваги, в результаті ВІЛ захворювання. Скотті Піппен, який виступав за команди Чикаго Буллз, Портланд Трейл-Блейзерс, Х'юстон Рокетс, також керував нападом в своїх командах. Прикладом пойнтфорварда в Євролізі є грецький гравець Теодорос Папалукас.
Крім того, розігруючий захисники, який виконує і обов'язки форварда, також може називатися пойнтфорвардом, хоча таке сполучення зустрічається не часто. Захисники, які грають як форварди, здобуваючи підбирання, очки, передачі і можуть обігравати захисників під кошиком, а також захищатися проти більших за себе гравців. Оскар Робертсон (який в свою епоху мав розміри відповідні до позиції легкого форварда) є прикладом такого гравця, який в середньому за кар'єру майже мав тріпл-дабл, включаючи показники по підбиранням і передачам. Прикладами таких гравців в Євролізі є Димітріс Діамантідис та Чак Ейдсон.
Серед сучасник гравців, які відомі як пойнтфорварди можна виділити Леброна Джеймса з команди Маямі Гіт.
На рівні шкільного баскетболу, коли зріст не є головним фактором, пойнтфорвардом часто використовується як захисник в нападі і як форвард в захисті. На такому рівні, типовими є високий зріст та худоба. В шкільних командах, які мають хороших великих гравців, завеликих для захисників, використовують їх в ролі запасного плеймейкера. В захисті, пойнтфорварди за вказівками можуть обороняти більших гравців. В нападі такі гравці використовують швидкість і зріст на свою перевагу.